# Okres Rimavská Sobota
Der Okres Rimavská Sobota (deutsch Bezirk Großsteffelsdorf) ist eine Verwaltungseinheit in der Mittelslowakei mit 82.773 Einwohnern (2004, 2001 waren es 83.124, davon 43.492 (52,3 %) slowakisch, 34.323 (41,3 %) ungarisch) und einer Fläche von 1.471 km².
Historisch gesehen liegt der Bezirk zum größten Teil in der ehemaligen Komitat Gemer und Kleinhont, ein kleiner Teil im Westen um den Ort Konrádovce gehört zur ehemaligen Gespanschaft Neograd (siehe auch Liste der historischen Komitate Ungarns).

## Bevölkerung
| Jahr                | 1994   | 2004    | 2014    | 2024    |
| ------------------- | ------ | ------- | ------- | ------- |
| Anzahl der Personen | 82.144 | 82.773  | 84.752  | 79.455  |
| Unterschied         |        | +0,76 % | +2,39 % | −6,25 % |

| Jahr                | 2023   | 2024    |
| ------------------- | ------ | ------- |
| Anzahl der Personen | 79.655 | 79.455  |
| Unterschied         |        | −0,25 % |

## Städte
- Hnúšťa (Nusten)
- Rimavská Sobota (Großsteffelsdorf)
- Tisovec (Theißholz)

## Gemeinden
| - Abovce - Babinec - Barca - Bátka - Belín - Blhovce - Bottovo - Budikovany - Cakov - Čerenčany - Čierny Potok - Číž - Dolné Zahorany - Dražice - Drienčany - Drňa - Dubno - Dubovec - Dulovo - Figa - Gemerček - Gemerské Dechtáre - Gemerské Michalovce - Gemerský Jablonec - Gortva - Hajnáčka (Pirsenstein) - Hodejov - Hodejovec - Horné Zahorany - Hostice - Hostišovce - Hrachovo - Hrušovo - Hubovo - Husiná | - Chanava - Chrámec - Ivanice - Janice - Jesenské - Jestice - Kaloša - Kesovce - Klenovec (Klenowetz) - Kociha - Konrádovce - Kráľ - Kraskovo - Krokava - Kružno - Kyjatice - Lehota nad Rimavicou - Lenartovce - Lenka - Lipovec - Lukovištia - Martinová - Neporadza - Nižný Skálnik - Nová Bašta - Orávka - Ožďany - Padarovce - Pavlovce - Petrovce - Poproč - Potok - Radnovce - Rakytník - Ratkovská Lehota | - Ratkovská Suchá - Riečka - Rimavská Baňa - Rimavská Seč - Rimavské Brezovo - Rimavské Janovce - Rimavské Zalužany - Rovné - Rumince - Slizké - Stará Bašta - Stránska - Studená - Sútor - Šimonovce - Širkovce - Španie Pole - Štrkovec - Tachty - Teplý Vrch - Tomášovce - Uzovská Panica - Valice - Včelince - Večelkov - Veľké Teriakovce - Veľký Blh - Vieska nad Blhom - Vlkyňa - Vyšné Valice - Vyšný Skálnik - Zacharovce - Zádor - Žíp |

Das Bezirksamt ist in Rimavská Sobota, eine Zweigstelle in Hnúšťa.

## Kultur
In dem Artikel Denkmalgeschützte Objekte im Okres Rimavská Sobota findet man Informationen über die vom slowakischen Denkmalamt geschützten Objekte im Okres.